# Палузијеукс (Долина Аосте)
Палузијеукс је насеље у Италији у округу Долина Аосте, региону Долина Аосте.
Према процени из 2011. у насељу је живело 294 становника. Насеље се налази на надморској висини од 1113 м.